# Talsperre Vippachedelhausen
Die Talsperre Vippachedelhausen bei Sömmerda und Weimar in Thüringen wurde 1971 als landwirtschaftlicher Speicher gebaut. Der Stausee fasst rund 2 Mio. m³ Wasser. Heute gehört die Talsperre der Thüringer Fernwasserversorgung und wird zum Hochwasserschutz und zur Brauchwasserversorgung genutzt. Gestaut werden der Wolfsbach und der Ellbach.
Das Absperrbauwerk ist ein homogener Erddamm. Er ist an der Wasserseite mit einer Schutzschicht aus Beton versehen. Um den Stausee führt ein circa 3 km langer Rundweg.